# Cmentarz wojenny nr 312 – Stary Wiśnicz

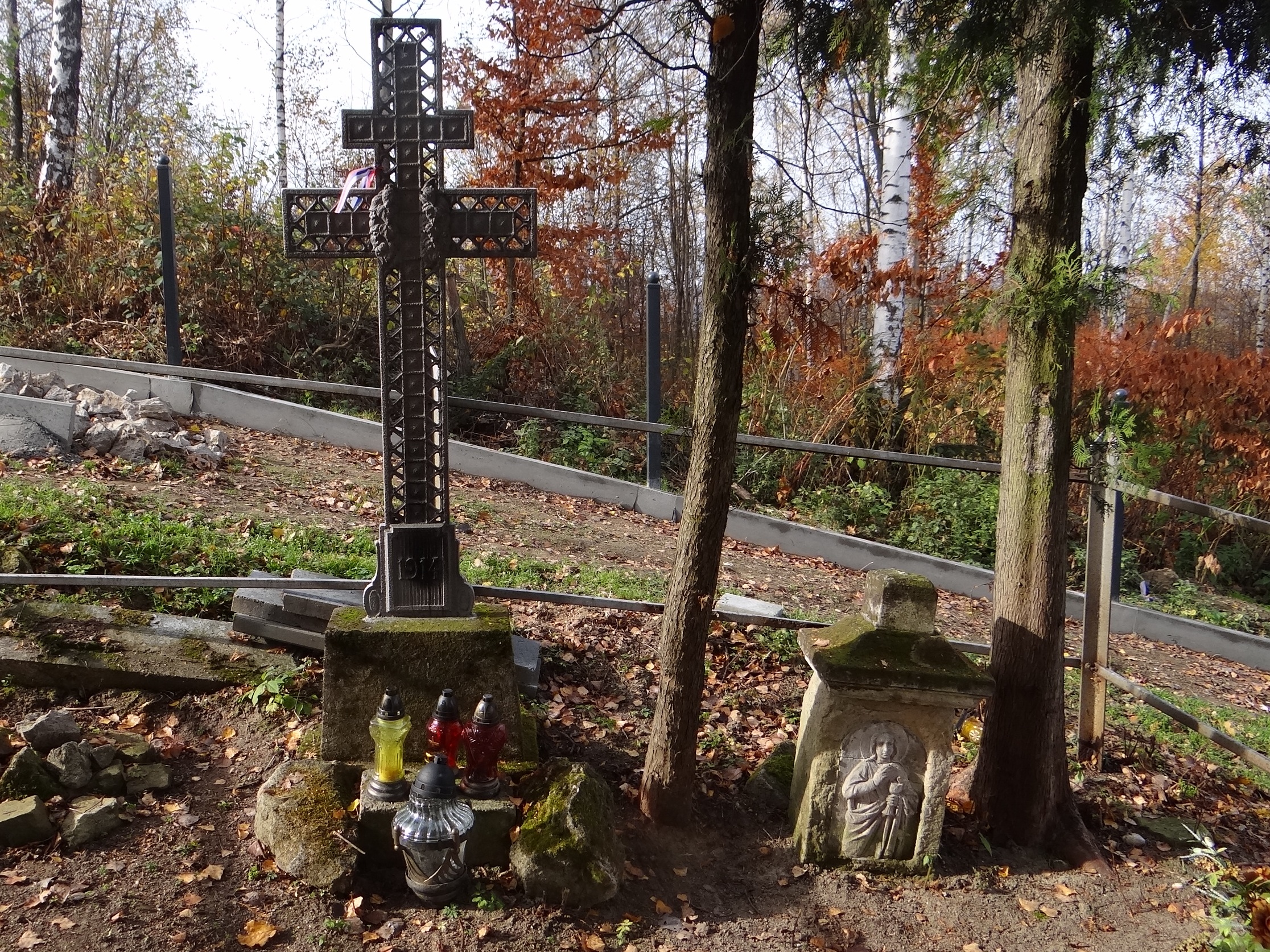
Dwa przetrwałe krzyże (jeden złamany)

Cmentarz wojenny nr 312 – Stary Wiśnicz – cmentarz z I wojny światowej znajdujący się w miejscowości Stary Wiśnicz w województwie małopolskim, w powiecie bocheńskim, w gminie Nowy Wiśnicz. Jest jednym z 400 zachodniogalicyjskich cmentarzy wojennych zbudowanych przez Oddział Grobów Wojennych C. i K. Komendantury Wojskowej w Krakowie. Z tej liczby w okręgu bocheńskim cmentarzy jest 46.

## Położenie
Położony jest na średniej wysokości 285 m na cmentarzu parafialnym w Starym Wiśniczu, na zboczu opadającym w północnym kierunku do doliny Leksandrówki. Prowadzi do niego droga odbiegająca od skrzyżowania przy kościele parafialnym w Starym Wiśniczu w kierunku zachodnim (ok. 300 m). Cmentarz wojenny znajduje się w górnej, zachodniej części cmentarza parafialnego i jest dobrze widoczny, gdyż obsadzony jest żywotnikami.

## Historia
Pochowano tutaj głównie żołnierzy armii rosyjskiej, którzy zginęli na okolicznych polach na początku grudnia 1914 w czasie operacji limanowsko-łapanowskiej. 7 grudnia Rosjanie obsadzili wzgórza Pogórza Wiśnickiego na zachód od Stradomki. Atakujące od południa oraz od strony Łapanowa i doliny Stradomki wojska austriackie zdobywały je przez kilka dni. Po kilkudniowych niezwykle zaciętych walkach Austriacy wyparli wojska rosyjskie z tych terenów. 13 grudnia Rosjanie rozpoczęli odwrót dalej na wschód.
Na cmentarzu tym pochowano:
- 36 żołnierzy armii rosyjskiej.
- 1 żołnierza armii austro-węgierskiej.

Łącznie 37 żołnierzy, zidentyfikowano tylko jednego.

## Opis cmentarza
Cmentarz wykonany jest na planie wielokąta. Był ogrodzony kamiennym murem i prowadziły do niego schody. Do współczesnych czasów przetrwał w bardzo złym stanie. Przetrwały 2 duże żeliwne krzyże typu rosyjskiego, ułomek trzeciego krzyża oraz 1 mniejszy, wykonany z grubych płaskowników). Nagrobki i oryginalne ogrodzenie uległy zupełnemu zniszczeniu. Ponadto po II wojnie światowej na cmentarzu tym dokonano dwóch pochówków i umieszczono na grobach duże nagrobki.

## Losy cmentarza
W okresie Polski międzywojennej doceniano rangę cmentarza i był wówczas pielęgnowany przez miejscową społeczność. Po II wojnie ranga cmentarza w świadomości społeczeństwa i ówczesnych władz zmalała. Cmentarz ulegał też w naturalny sposób niszczeniu. Dopiero w latach 80. zaczęła narastać świadomość potrzeby ochrony. Obecnie cmentarz jest nieco odnowiony.